# Alfonso Freeman
Alfonso Freeman, Alfonso Rene Freeman, Sr., född 13 september 1959 i Los Angeles. Amerikansk skådespelare. Son till skådespelaren Morgan Freeman.

## Filmografi
- 1994 - Nyckeln till frihet - intern
- 1995 - Seven - fingeravtryckstekniker
- 2000 - Betty tur och retur - akutmottagningsläkare
- 2007 - Nu eller aldrig - Roger Chambers

Han har även medverkat i enstaka avsnitt av TV-serierna Vita huset, Cityakuten, Advokaterna och På heder och samvete.